# Prospiekt Kosmonawtow
Prospiekt Kosmonawtow (ros. Проспект Космонавтов) – pierwsza stacja jedynej linii znajdującego się w Jekaterynburgu systemu metra.

## Charakterystyka
Stacja położona jest w rejonie ordżonikidzewskim, jednym z najgęściej zaludnionych obszarów Jekaterynburga. Jest to także stacja o największym ruchu pasażerskim, szacuje się, że dziennie obsługuje prawie 31 tysięcy pasażerów. Znajduje się przy jednej z bardziej ruchliwych arterii miasta, która jednocześnie nadaje nazwę stacji, Prospekcie Kosmonautów. Budowa rozpoczęła się w 1982 roku, podobnie jak cały system jekaterynburskiej kolei podziemnej. Na potrzeby prac konstrukcyjnych zamknięto teren o długości około 500 metrów. Problem stanowiły wody gruntowe, które zalewały wykop na wysokość od 2 do 3 metrów. Około 1986 roku ukończono większość najważniejszych prac budowlanych i wkrótce rozpoczęła się faza wykończeniowa, układanie torów i wyposażanie stacji w specjalistyczny sprzęt.
Stacja została otwarta 27 kwietnia 1991 roku. Jest ona ozdobiona półkolistymi kopułami umieszczonymi na suficie, a elementy wykończeniowe wykonane są z marmuru. Główny motyw dekoracji przedstawia sowiecką eksplorację kosmosu, która stanowić miała przełomowe wydarzenie w historii ludzkości. Dominują barwy ciemne, na peronach umieszczone kolumny wykonane ze lśniącej stali. Światła stacji umieszczone we wspomnianych półokręgach mają przypominać okna statku kosmicznego. Uchodzi za jedną z najpiękniejszych stacji w całym systemie metra w mieście. Udostępniana pasażerom od godziny 6 rano do północy. Po opuszczeniu terenu stacji możliwa jest szybka przesiadka do komunikacji autobusowej lub tramwajowej.